# Sauzé-Vaussais
Sauzé-Vaussais és un municipi francès situat al departament de Deux-Sèvres i a la regió de la Nova Aquitània. L'any 2007 tenia 1.636 habitants.

## Demografia

### Població
El 2007 la població de fet de Sauzé-Vaussais era de 1.636 persones. Hi havia 830 famílies de les quals 341 eren unipersonals (124 homes vivint sols i 217 dones vivint soles), 261 parelles sense fills, 156 parelles amb fills i 72 famílies monoparentals amb fills.
La població ha evolucionat segons el següent gràfic:
Habitants censats

### Habitatges
El 2007 hi havia 1.003 habitatges, 836 eren l'habitatge principal de la família, 75 eren segones residències i 92 estaven desocupats. 876 eren cases i 70 eren apartaments. Dels 836 habitatges principals, 536 estaven ocupats pels seus propietaris, 277 estaven llogats i ocupats pels llogaters i 23 estaven cedits a títol gratuït; 53 tenien una cambra, 79 en tenien dues, 110 en tenien tres, 228 en tenien quatre i 366 en tenien cinc o més. 508 habitatges disposaven pel capbaix d'una plaça de pàrquing. A 404 habitatges hi havia un automòbil i a 261 n'hi havia dos o més.

### Piràmide de població
La piràmide de població per edats i sexe el 2009 era:
| Homes | Edats   | Dones |
| ----- | ------- | ----- |
| 0     | 95 o +  | 4     |
| 8     | 90 a 94 | 12    |
| 28    | 85 a 89 | 36    |
| 20    | 80 a 84 | 44    |
| 44    | 75 a 79 | 76    |
| 32    | 70 a 74 | 88    |
| 36    | 65 a 69 | 36    |
| 52    | 60 a 64 | 44    |
| 24    | 55 a 59 | 36    |
| 96    | 50 a 54 | 52    |
| 48    | 45 a 49 | 80    |
| 80    | 40 a 44 | 60    |
| 36    | 35 a 39 | 56    |
| 24    | 30 a 34 | 28    |
| 64    | 25 a 29 | 32    |
| 20    | 20 a 24 | 40    |
| 76    | 15 a 19 | 36    |
| 52    | 10 a 14 | 36    |
| 36    | 5 a 9   | 44    |
| 32    | 0 a 4   | 20    |

## Economia
El 2007 la població en edat de treballar era de 949 persones, 631 eren actives i 318 eren inactives. De les 631 persones actives 540 estaven ocupades (292 homes i 248 dones) i 91 estaven aturades (36 homes i 55 dones). De les 318 persones inactives 172 estaven jubilades, 48 estaven estudiant i 98 estaven classificades com a «altres inactius».

### Ingressos
El 2009 a Sauzé-Vaussais hi havia 818 unitats fiscals que integraven 1.674,5 persones, la mediana anual d'ingressos fiscals per persona era de 14.824 €.

### Activitats econòmiques
Dels 107 establiments que hi havia el 2007, 2 eren d'empreses extractives, 3 d'empreses alimentàries, 7 d'empreses de fabricació d'altres productes industrials, 15 d'empreses de construcció, 23 d'empreses de comerç i reparació d'automòbils, 7 d'empreses de transport, 7 d'empreses d'hostatgeria i restauració, 14 d'empreses financeres, 2 d'empreses immobiliàries, 10 d'empreses de serveis, 11 d'entitats de l'administració pública i 6 d'empreses classificades com a «altres activitats de serveis».
Dels 39 establiments de servei als particulars que hi havia el 2009, 1 era una oficina d'administració d'Hisenda pública, 1 gendarmeria, 1 oficina de correu, 4 oficines bancàries, 1 funerària, 5 tallers de reparació d'automòbils i de material agrícola, 1 taller d'inspecció tècnica de vehicles, 2 paletes, 5 guixaires pintors, 1 fusteria, 3 lampisteries, 2 electricistes, 1 empresa de construcció, 4 perruqueries, 5 restaurants, 1 agència immobiliària i 1 saló de bellesa.
Dels 10 establiments comercials que hi havia el 2009, 2 eren supermercats, 1 una gran superfície de material de bricolatge, 2 fleques, 1 una carnisseria, 1 una llibreria, 1 una botiga de roba, 1 una botiga de material esportiu i 1 una floristeria.
L'any 2000 a Sauzé-Vaussais hi havia 24 explotacions agrícoles que ocupaven un total de 1.008 hectàrees.

## Equipaments sanitaris i escolars
El 2009 hi havia 2 farmàcies i 2 ambulàncies.
El 2009 hi havia 1 escola maternal i 1 escola elemental. Sauzé-Vaussais disposava d'un col·legi d'educació secundària amb 189 alumnes.

## Poblacions més properes
El següent diagrama mostra les poblacions més properes.